# Indrani

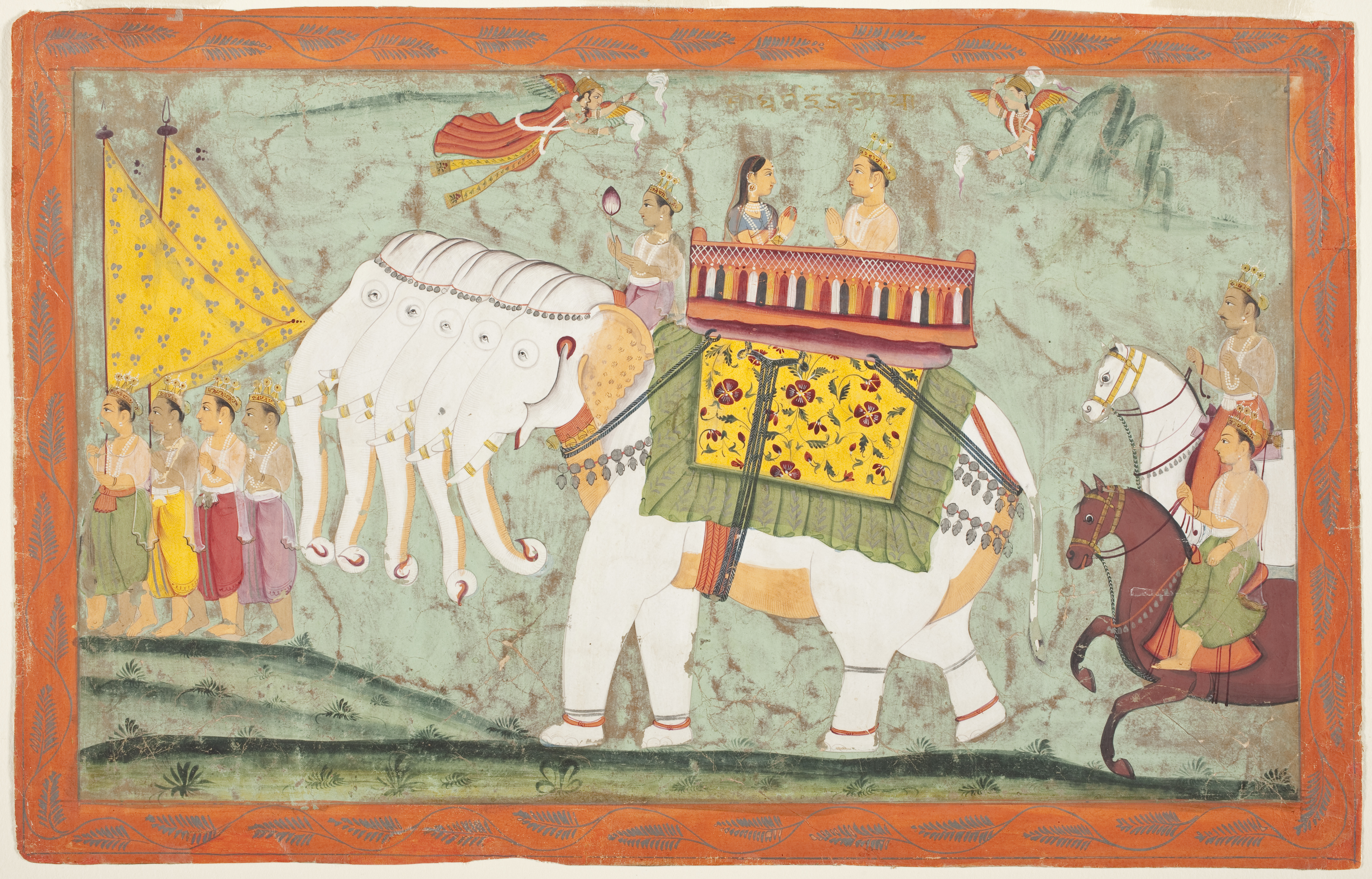
Indra och Indrani.

Indrani ('Indras drottning'), även kallad Shachi (Sanskrit: शची), Aindrila, Mahendri, Pulomaja och Poulomi är inom hinduismen (särskilt tidig vedisk) skönhetens, vredens och svartsjukans gudinna, åskguden Indras maka. Hon är en av de sju modergudinnorna (Matrikas). 
Hon är dotter till Puloman, en demon som dräptes av Indra. Med Indra är hon mor till Jayanta, Midhusa, Nilambara, Rbhus, Rsabha och Sitragupta. Enligt mytologin är hon vacker och har ett tusen ögon. Hon associeras med lejon och elefanter.